# St Mary Hoo
St Mary Hoo è un villaggio e parrocchia civile dell'Inghilterra, appartenente alla contea del Kent.